# Couronnement d'Élisabeth II
 (octobre 2019).
Le couronnement d'Élisabeth II a eu lieu le 2 juin 1953 à l'abbaye de Westminster, à Londres. Élisabeth II monta sur le trône à l'âge de 25 ans, à la mort de son père, George VI, le 6 février 1952, proclamée reine par ses conseils privé et exécutif peu de temps après. Le couronnement eut lieu plus d'un an plus tard en raison de la tradition de laisser passer une période appropriée après la mort d'un monarque avant de tenir de telles festivités. Il donna également aux comités de planification suffisamment de temps pour préparer la cérémonie. Pendant le service, Élisabeth prêta serment, fut ointe de l'huile sacrée, investie de robes et de tenues de cérémonie, et couronnée reine du Royaume-Uni, du Canada, de l'Australie, de la Nouvelle-Zélande, de l'Afrique du Sud, du Pakistan et de Ceylan (aujourd'hui Sri Lanka).
Des célébrations eurent lieu dans les royaumes du Commonwealth et une médaille commémorative fut frappée. Ce fut le premier couronnement britannique à être entièrement télévisé, les caméras n'ayant pas été autorisées à l'intérieur de l'abbaye pendant le couronnement de son père en 1937. Celui d'Élisabeth fut le quatrième et dernier couronnement britannique du XXe siècle. Il fut estimé à 1 570 000 livres sterling (environ 53 000 000 d'euros de 2021).

## Préparatifs
La cérémonie d'une journée nécessita 14 mois de préparation : la première réunion de la Commission du couronnement se tint en avril 1952, sous la présidence du mari de la reine, Philip, duc d'Édimbourg. D'autres comités furent également formés, comme le Comité mixte du couronnement et le Comité exécutif du couronnement, tous deux présidés par le duc de Norfolk qui, par convention en tant que comte-maréchal, avait la responsabilité globale de l'événement. De nombreuses préparations physiques et décorations le long du parcours furent confiées à David Eccles, ministre des Travaux publics. Eccles décrivit son rôle et celui du comte-maréchal : « Le comte maréchal est le producteur - je suis le régisseur ... ».

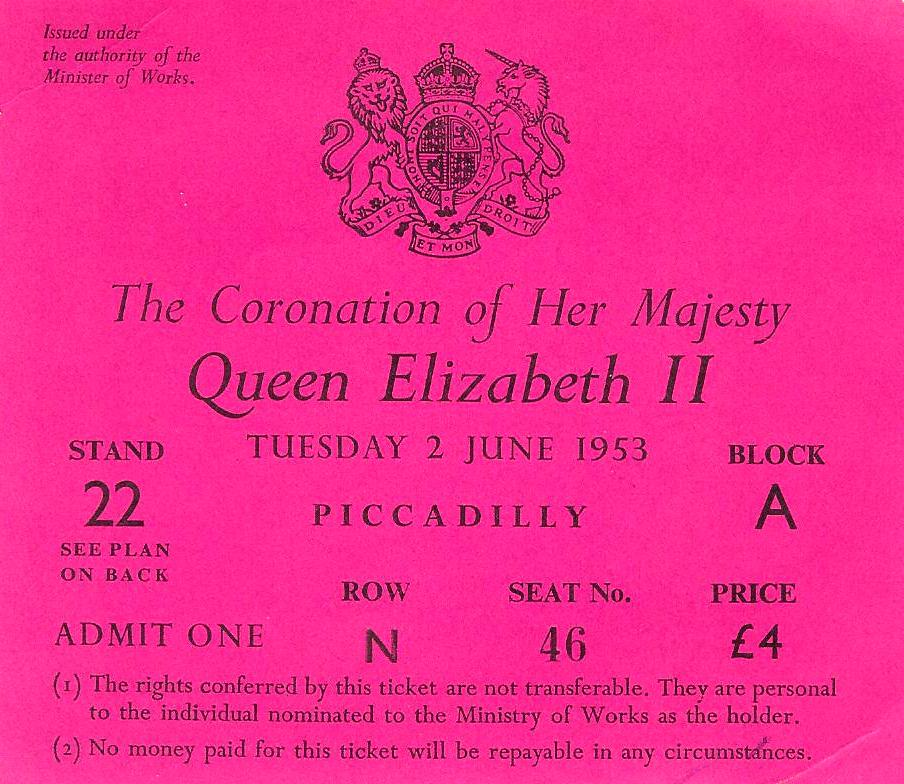
Un billet pour les stands érigés de la procession jusqu'à l'abbaye en passant par Piccadilly Circus.

Les comités impliquèrent des hauts commissaires d'autres royaumes du Commonwealth, reflétant la nature internationale du couronnement ; cependant, les fonctionnaires d'autres royaumes du Commonwealth déclinèrent les invitations à participer à l'événement parce que les gouvernements de ces pays considéraient la cérémonie comme un rite religieux unique à la Grande-Bretagne. Comme le disait le Premier ministre canadien Louis St. Laurent à l'époque : « À mon avis, le couronnement est l'intronisation officielle du souverain en tant que souverain du Royaume-Uni. Nous sommes heureux d'assister et d'être témoin du couronnement du souverain du Royaume-Uni, mais nous ne sommes pas des participants à cette fonction ». La Commission du couronnement annonça en juin 1952 que le couronnement aurait lieu le 2 juin 1953.
Norman Hartnell (en) fut chargé par la reine de concevoir les tenues pour tous les membres de la famille royale, y compris la robe de couronnement d'Élisabeth. Sa conception pour la robe évolua à travers neuf propositions, et la version finale résulte de ses propres recherches et de nombreuses rencontres avec la reine : une robe en soie blanche brodée des emblèmes floraux des pays du Commonwealth de l'époque : la rose Tudor d'Angleterre, le chardon écossais, le poireau gallois, le trèfle pour l'Irlande du Nord, l’acacia d'Australie, la feuille d'érable du Canada, la fougère argentée de Nouvelle-Zélande, le protea d'Afrique du Sud, les deux fleurs de lotus pour l'Inde et Ceylan, et le blé, le coton et la jute du Pakistan.
Élisabeth répéta pour l'occasion avec ses demoiselles d'honneur. Un drap fut utilisé à la place de la traîne de velours, et une formation de chaises remplaça la voiture. Elle portait également régulièrement la couronne impériale d'apparat tout en effectuant ses tâches quotidiennes - à son bureau, pendant le thé et en lisant un journal - afin de pouvoir s'habituer à sa sensation et à son poids. Élisabeth participa à deux répétitions complètes à l'abbaye de Westminster, les 22 et 29 mai, bien que certaines sources affirment avoir assisté à une ou « plusieurs » répétitions. La duchesse de Norfolk remplaçait généralement la reine lors des répétitions.
La grand-mère d'Élisabeth, la reine Mary décéda le 24 mars 1953 ; ayant déclaré dans son testament que sa mort ne devrait pas affecter la planification du couronnement, l'événement se déroula donc comme prévu initialement. Il fut estimé à 1 570 000 livres sterling (environ 43 427 400 livres sterling en 2019), qui comprenait des stands le long du parcours du cortège pour accueillir 96 000 personnes, des toilettes, des décorations de rues, des tenues, la location de voitures, les réparations des carrosses et des modifications aux insignes royaux.

## Événement
La cérémonie de couronnement d'Élisabeth II suivit un modèle similaire aux couronnements des rois et des reines avant elle, qui avaient lieu à l'abbaye de Westminster et impliquant la pairie et le clergé. Cependant, pour la nouvelle reine, plusieurs parties de la cérémonie furent très différentes.

### Télévision
Des millions de Britanniques regardèrent le couronnement en direct sur le service de télévision de la BBC, et de nombreux téléviseurs furent achetés ou loués pour l'événement. Le couronnement de la reine fut le premier à être télévisé en entier. Les caméras de la BBC n'avaient pas été autorisées à l'intérieur de l'abbaye de Westminster pour le couronnement de son père en 1937, et n'avaient couvert que le cortège à l'extérieur. Il y avait eu un débat considérable au sein du Cabinet britannique sur le sujet, avec le Premier ministre Winston Churchill contre cette idée ; mais, Elizabeth refusa ses conseils à ce sujet et insista pour que l'événement se déroule devant les caméras de télévision, ainsi que celles filmant avec la technologie 3D expérimentale. L'événement fut également filmé en couleur, séparément de l'émission télévisée en noir et blanc de la BBC.
Le couronnement d'Élisabeth fut également le premier événement mondial majeur à être diffusé internationalement à la télévision.
En France, grâce à de nouvelles antennes relais, ce fut la première retransmission en direct d'un événement se déroulant au Royaume-Uni. En Europe le couronnement fut aussi retransmis en Belgique, en Allemagne de l'Ouest, au Danemark et aux Pays-Bas, ce qui marque la naissance de l'Eurovision.
Pour que les Canadiens puissent le voir le même jour, trois avions Canberra de la RAF transportèrent des enregistrements de films de la BBC de la cérémonie au-dessus de l'océan Atlantique pour être diffusés par la Canadian Broadcasting Corporation ; il s'agit des premiers vols sans escale entre le Royaume-Uni et le territoire canadien. À Goose Bay, au Labrador, le premier lot de films fut transféré à un chasseur à réaction CF-100 de l'Aviation royale canadienne pour un second voyage à Montréal. En tout, trois vols de ce type furent effectués au cours du couronnement, les premier et deuxième avions bombardiers Canberra ayant respectivement transporté les deuxième et troisième lots de films à Montréal. Le lendemain, un film fut envoyé par avion à l'ouest de Vancouver, alors que la filiale de CBC Television n'avait pas encore signé son achat. Le film fut escorté par la GRC jusqu'au poste frontalier de Peace Arch ; il fut ensuite escorté par la patrouille de l'État de Washington jusqu'à Bellingham, où il fut présenté lors de la diffusion inaugurale de KVOS-TV, une nouvelle station dont le signal atteignait les Basses terres continentales de la Colombie-Britannique, permettant aux téléspectateurs de voir le couronnement également, bien qu'avec un jour de retard.
Les réseaux américains NBC et CBS prirent des dispositions similaires pour que les films soient acheminés par relais vers les États-Unis pour une diffusion le jour même, mais utilisèrent des avions à hélice plus lents. Le réseau ABC en difficulté prit des dispositions pour retransmettre la diffusion de la CBC en prenant le signal en direct de la station de Toronto de la CBC et en alimentant le réseau de la filiale d'ABC à Buffalo, dans l’Etat de New York, et en conséquence, battit les deux autres réseaux pour les diffuser par plus de 90 min (à un coût considérablement inférieur).
Bien qu'il n'y eût pas encore de service de télévision à plein temps, le film fut également envoyé en Australie à bord d'un avion de ligne Qantas, qui arriva à Sydney en un temps record de 53 h 28 min. L'audience télévisuelle mondiale du couronnement est estimée à 277 millions.

### Procession
Le long d'un itinéraire bordé de marins, de soldats et d'aviateurs et de femmes de l'ensemble de l'Empire britannique et du Commonwealth, les invités et les fonctionnaires passèrent en procession devant environ trois millions de spectateurs qui s’étaient rassemblés dans les rues de Londres, certains ayant campé la nuit à leur place pour assurer une vue du monarque, et d'autres ayant accès à des stands spécialement construits et à des échafaudages le long du parcours. Pour ceux qui n'étaient pas présents pour assister à l'événement, plus de 200 microphones étaient stationnés le long du chemin et à l'abbaye de Westminster, avec 750 commentateurs diffusant des descriptions en 39 langues ; couvrant plus de vingt millions de téléspectateurs dans le monde.
La procession comprenait des membres des royautés étrangères et des chefs d'État se rendant à l'abbaye de Westminster dans diverses voitures, si nombreuses que des volontaires allant des hommes d'affaires riches aux propriétaires fonciers ruraux avaient été nécessaires pour compléter les rangs insuffisants des valets de pied réguliers. Le premier carrosse royal quitta le palais de Buckingham et descendit The Mall, qui était rempli de foules agitant des drapeaux et applaudissant. Il fut suivi par l'Irish State Coach transportant la reine Elizabeth, reine mère, qui abritait sur le cercle de sa couronne le diamant Koh-i-Noor. La reine Élisabeth II traversa Londres depuis le palais de Buckingham, par Trafalgar Square et vers l'abbaye dans le Gold State Coach. Attachée aux épaules de sa robe, la reine portait la robe d’apparat, un manteau de velours de soie tissé à la main de 5,5 mètres de long doublé d'hermine canadienne. L'aide des demoiselles d'honneur de la reine ; lady Jane Van-Tempest-Stewart, lady Anne Coke, lady Moyra Hamilton, lady Mary Baillie-Hamilton, lady Jane Heathcote-Drummond-Willoughby, lady Rosemary Spencer-Churchill et la duchesse de Devonshire, a été nécessaire pour la porter.
Le cortège de retour suivit un itinéraire de 8 km de long, passant par Whitehall, Trafalgar Square, Pall Mall, Hyde Park Corner, Marble Arch, Oxford Circus et enfin The Mall jusqu'au palais de Buckingham. 29 000 militaires britanniques et du Commonwealth défilèrent dans une procession de 3,2 kilomètres de long et mirent 45 min pour franchir chaque étape. 15 800 autres personnes tracèrent la route. Le défilé était dirigé par le colonel Burrows du personnel du bureau de la Guerre et quatre orchestres régimentaires. Vinrent ensuite les contingents coloniaux, puis les troupes des royaumes du Commonwealth, suivies par la Royal Air Force, l'armée britannique, la Royal Navy et enfin la Household Brigade. Derrière les troupes en marche se trouvait une procession de calèches menée par les dirigeants des protectorats britanniques, dont la reine des Tonga, les premiers ministres du Commonwealth, les princes et les princesses royaux de sang et la reine mère. Précédé par les chefs des forces armées britanniques à cheval, le Gold State Coach était escorté par les Yeomen of the Guard (en) et la Household Cavalry et était suivi par les aides de camp de la Reine.

### Invités

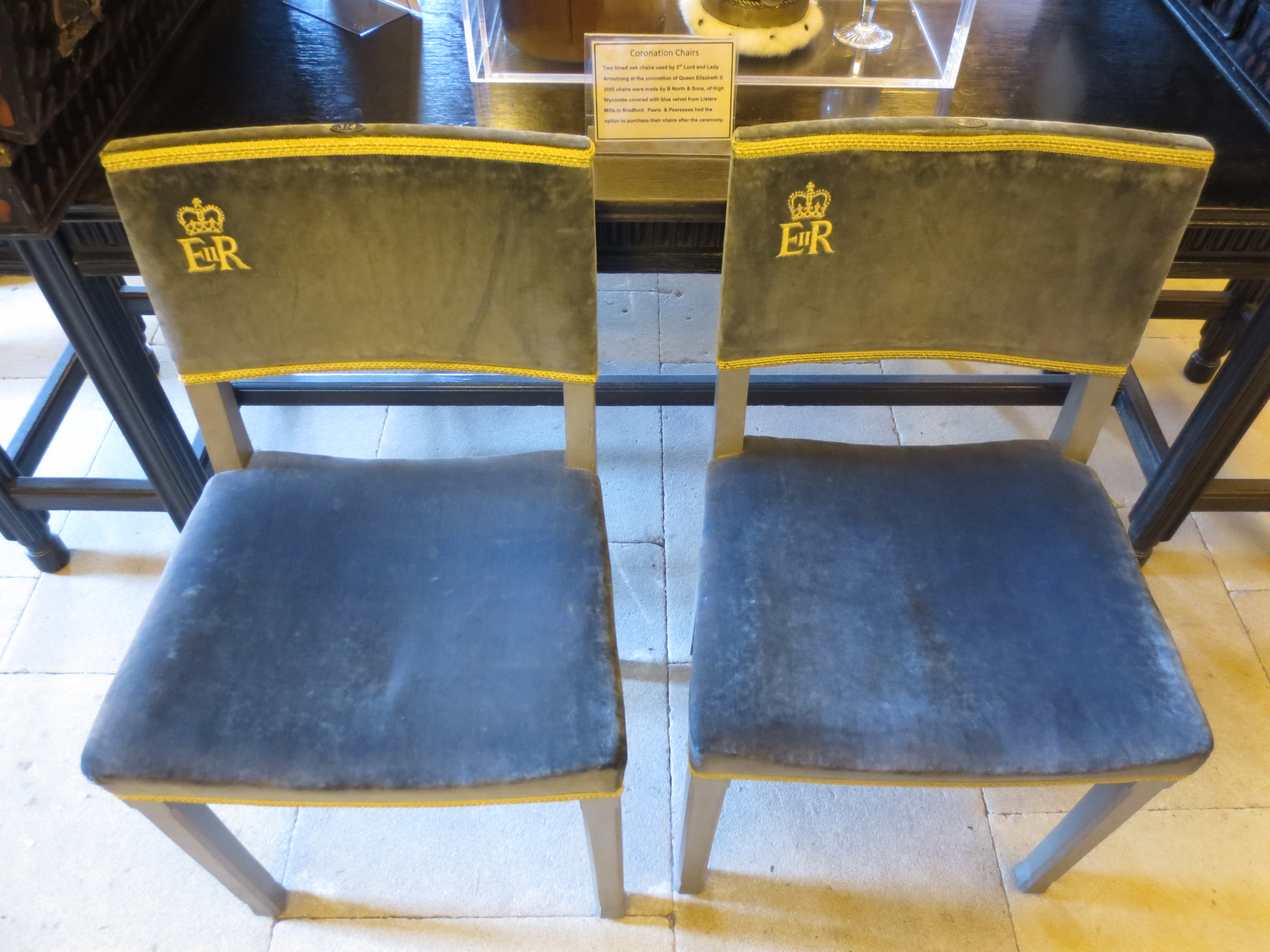
Les tabourets utilisées lors du couronnement

Après avoir été fermée depuis la montée sur le trône de la reine pour les préparatifs du couronnement, l'abbaye de Westminster fut ouverte à 6 heures du matin le jour du couronnement pour les quelque 8 000 invités de partout dans le Commonwealth des Nations. Les personnalités plus importantes, telles que des membres de la famille de la reine et des familles royales étrangères, les pairs du Royaume-Uni, des chefs d'État, des membres des différentes législatures de la reine, etc, arrivèrent après 8 h 30. La reine des Tonga Sālote, invitée, fut remarquée pour son comportement gai tout en montant dans une voiture ouverte à travers Londres sous la pluie. Le général George Marshall, le secrétaire d'État américain qui avait mis en œuvre le plan Marshall, fut nommé président de la délégation américaine au couronnement et assista à la cérémonie avec son épouse, Katherine.
Parmi les autres dignitaires présents à l'événement figuraient Sir Winston Churchill, les premiers ministres de l'Inde et du Pakistan, Jawaharlal Nehru et Mohammad Ali Bogra, et le colonel Anastasio Somoza Debayle du Nicaragua.
Les invités assis sur des tabourets purent acheter les leurs après la cérémonie, les bénéfices allant vers les frais du couronnement.

### Cérémonie
Précédant la reine dans l'abbaye de Westminster, se trouvait la couronne de Saint-Édouard, transportée à l'abbaye par le Lord Grand Intendant d’Angleterre, alors vicomte Cunningham de Hyndhope, qui était accompagné de deux autres pairs, tandis que l'archevêque et l'évêque adjoint (Durham, Bath et Wells) de l'Église d'Angleterre, dans leurs chapes et leurs mitres, attendaient devant le grand portail ouest l'arrivée de la reine. Lorsque la reine arriva vers 11 h, elle constata que le frottement entre sa robe et le tapis lui avait causé des difficultés à avancer, et elle dit à l'archevêque de Cantorbéry, Geoffrey Fisher, « Faites-moi commencer ! ». Mise en route, la procession, qui comprenait les divers hauts-commissaires du Commonwealth portant les bannières incluant les boucliers des armoiries de leurs nations respectives, se déplaça à l'intérieur de l'abbaye, dans l'allée centrale et à travers le chœur jusqu'à la scène, pendant que les chœurs chantaient « I was glad (en) », une mise en musique impériale du Psaume 122, vv. 1–3, 6 et 7 par sir Hubert Parry. Tandis qu'Élisabeth pria puis s'assit sur la Chaise d’apparat au sud de l'autel, les évêques portèrent l'attirail religieux - la bible, la patène et le calice - et les pairs tenant les insignes du couronnement les remirent à l'archevêque de Cantorbéry, qui, à son tour, les transmit au doyen de Westminster, Alan Campbell Don, pour être placés sur l'autel.

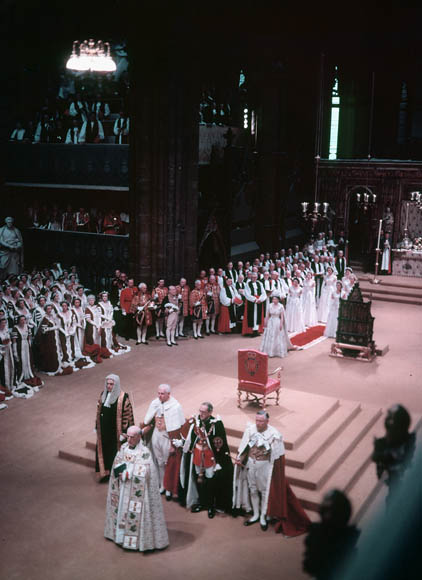
Élisabeth passe devant la chaise du couronnement.

Après que la reine se fut déplacée devant la Chaise du roi Édouard (chaise de couronnement), elle se tourna, suivant Fisher, avec le Lord Grand-Chancelier de Grande-Bretagne (le vicomte Simonds), le Lord Grand-Chambellan d’Angleterre (le marquis de Cholmondeley), le Lord Grand-Connétable d'Angleterre (le vicomte Alanbrooke) et le comte-maréchal du Royaume-Uni (le duc de Norfolk), tous dirigés par le roi d'armes principal de la Jarretière (George Bellew), demandèrent au public, tourné chaque point cardinal séparément : « Messeigneurs, je présente devant vous..., votre reine légitime. Vous qui êtes venus en ce jour pour présenter vos hommages, êtes-vous prêts à faire de même ? ». La foule répondit « Que Dieu sauve la reine Élisabeth » à chaque fois, à chacun desquels la reine fit une révérence en retour.

Assise à nouveau sur la Chaise de la succession, Élisabeth prit ensuite le serment de couronnement administré par l'archevêque de Cantorbéry. Dans le long serment, la reine jura de gouverner chacun de ses pays selon leurs lois et coutumes respectives, de faire droit à la loi et à la justice avec miséricorde, de défendre le protestantisme au Royaume-Uni et de protéger l'Église d'Angleterre et de préserver ses évêques et son clergé. Elle se dirigea vers l'autel où elle déclara : « Les choses que j'avais déjà promises, je les ferai, et maintiendrai. Que Dieu m'aide pour cela », avant d'embrasser la Bible et de mettre sa signature sur le serment pendant la restitution de la Bible au doyen de Westminster. De lui, le modérateur de l'Assemblée générale de l'Église d'Écosse, James Pitt-Watson, prit la Bible et la présenta de nouveau à la reine, en prononçant :
« Notre glorieuse reine : pour que votre Majesté garde toujours à l'esprit la loi et l'Évangile de Dieu en tant que règle de toute la vie et de gouvernement des princes chrétiens, nous vous présentons ce livre, la chose la plus précieuse que ce monde offre. Voici la Sagesse ; Ceci est la Loi royale ; Ce sont les Oracles vivants de Dieu. »
Élisabeth rendit le livre à Pitt-Watson, qui le remit au doyen de Westminster.

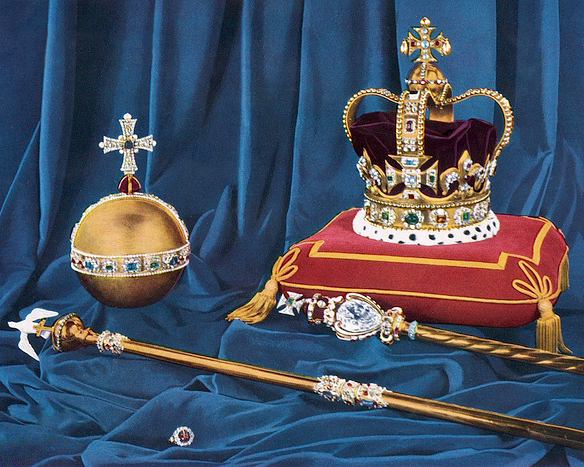
La couronne de saint Édouard, l'orbe, le sceptre à la croix, le sceptre à la colombe et l'anneau

Le service de communion fut ensuite effectué, impliquant des prières à la fois du clergé et d'Élisabeth, Fisher demandant: « Ô Dieu ... Accorde à cette servante Élisabeth, notre reine, l'esprit de sagesse et de gouvernement, qui te soit consacré de tout son cœur, elle peut si sagement gouverner, qu'en son temps ton Eglise peut être en sécurité, et la dévotion chrétienne peut continuer en paix », avant de lire divers extraits du première épître de Pierre, des Psaumes et de l'Evangile de Matthieu. Élisabeth fut ensuite ointe lorsque le chœur a chanté « Zadok the Priest ». Les bijoux de la reine et la cape cramoisie furent enlevés par le comte d'Ancaster et la Maîtresse des Robes, la duchesse de Devonshire et, vêtue seulement d'une simple robe en lin blanc également conçue par Hartnell pour couvrir complètement la robe de couronnement, elle se déplaça pour s'asseoir sur la Chaise du Couronnement. Là, Fisher, aidé par le doyen de Westminster, fit une croix sur le front de la reine avec de l'huile sainte faite à partir de la même base que celle utilisée pour le couronnement de son père. À la demande de la reine, la cérémonie d'onction proprement dite ne fut pas télévisée.
De l'autel, le doyen passa au Lord Grand-Chambellan les éperons, qui furent présentés à la reine, puis replacés sur l'autel. L'épée d'apparat fut ensuite remise à Élisabeth, qui, après avoir prononcé une prière par Fisher, la plaça elle-même sur l'autel, et le pair qui la tenait auparavant la reprit après avoir payé une somme de 100 shillings. La reine fut ensuite investie des armilles (bracelets), de l'étole royale, de la robe royale et de l'orbe du souverain, suivis de l'anneau de la reine, du sceptre du souverain à la Croix et du sceptre du souverain à la Colombe. Avec les deux premiers objets sur et dans sa main droite et ce dernier dans sa gauche, la reine Elizabeth fut couronnée par l'archevêque de Cantorbéry, avec une foule scandant « Que Dieu protège la reine ! » trois fois au moment exact où la couronne de Saint-Édouard toucha la tête du monarque. Les princes et les pairs se rassemblèrent puis mirent leurs couronnes et une salve de 21 coups de canon fut tiré de la Tour de Londres.

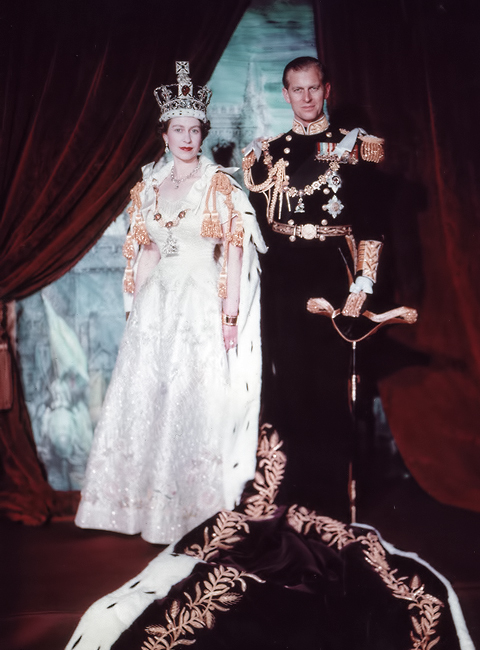
Portrait d'Élisabeth et de son mari le prince Philip, duc d'Édimbourg après le couronnement.

Après la lecture de la bénédiction, Élisabeth s'installa sur le trône et l'archevêque de Canterbury et tous les évêques lui offrirent leur fidélité. Après quoi, pendant que le chœur chantait, les pairs du Royaume-Uni - dirigés par les pairs royaux : le mari de la reine ; le prince Henry, duc de Gloucester ; et le prince Edward, duc de Kent, chacun procéda, par ordre de préséance, à son hommage personnel et à son allégeance à Élisabeth.
Lorsque le dernier baron eut terminé cette tâche, l'assemblée cria « Que Dieu protège la reine Élisabeth. Vive la reine Élisabeth. Que la reine vive pour toujours ! ». Après avoir retiré tous ses insignes royaux, Élisabeth s'agenouilla et prit la communion, y compris une confession générale et une absolution, et, avec la congrégation, récita la prière du Seigneur.
Portant alors la couronne impériale d’apparat et tenant le sceptre à la Croix et l'orbe, et alors que les invités réunis chantaient God Save the Queen, Élisabeth quitta l'abbaye de Westminster par la nef et l'abside, par le grand portail ouest.

### Musique

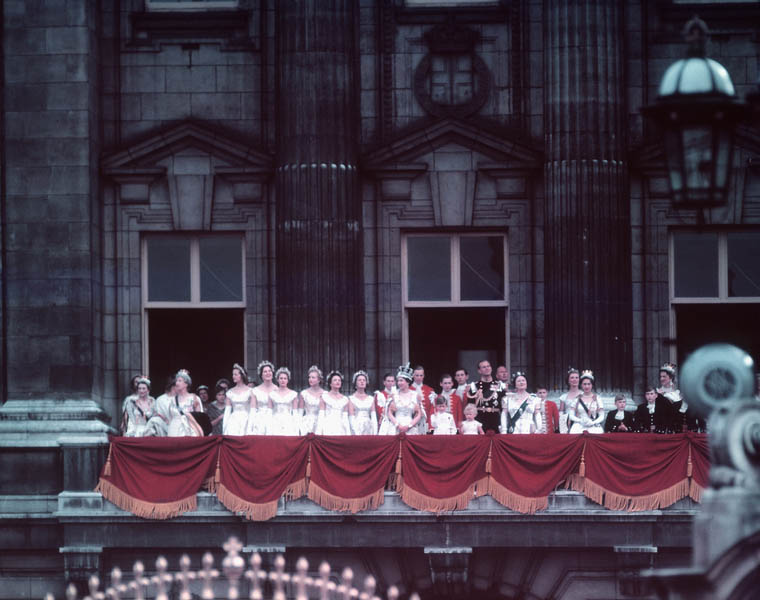
Apparition sur le balcon du palais de Buckingham après le couronnement

Bien que beaucoup aient supposé que le maître de la musique de la Reine, Arnold Bax, serait le directeur musical du couronnement, il a été décidé de nommer à ce poste l'organiste et maître des choristes de l'abbaye, William McKie, qui avait été responsable de la musique lors du mariage royal en 1947. McKie a convoqué un comité consultatif avec Arnold Bax et Sir Ernest Bullock, qui avait dirigé la musique du couronnement précédent.
Lorsqu'il s'agissait de choisir la musique, la tradition exigeait que le Zadok the Priest de Haendel et le I was glad de Parry soient inclus dans les hymnes. Parmi les autres œuvres chorales, on peut citer Rejoice in the Lord alway du XVIe siècle et Thou wilt keep him in perfect peace de Samuel Sebastian Wesley. Une autre tradition était que de nouvelles œuvres soient commandées aux principaux compositeurs de l'époque : Ralph Vaughan Williams a composé un nouveau motet O Taste and See, William Walton a composé un décor pour le Te Deum, et le compositeur canadien Healey Willan a écrit un hymne O Lord our Governor ; Arthur Bliss a composé Processional ; William Walton, Orb and Sceptre et Arnold Bax, Coronation March. Benjamin Britten avait accepté de composer une pièce, mais il a attrapé la grippe et a dû faire face aux inondations à Aldeburgh. La Marche Pomp and Circumstance N°1 en ré majeur d'Edward Elgar a été jouée immédiatement avant la marche de Bax à la fin de la cérémonie. Une innovation, à la suggestion de Vaughan Williams, était d'inclure un hymne auquel la congrégation pouvait participer. Cela s'est avéré controversé et n'a pas été inclus dans le programme jusqu'à ce que la Reine soit consultée et approuve ; Vaughan Williams a écrit un arrangement élaboré, comprenant des fanfares de trompette militaire, du psaume métrique écossais traditionnel Old 100th, composé par Loys Bourgeois et issu du Psautier de Genève où il apparaît sous le titre français Vous tous qui la terre habitez, sur le texte du Psaume 100 versifié par Théodore de Bèze. Gordon Jacob a écrit un arrangement choral de God Save the Queen, également avec des fanfares de trompette.
Le chœur pour le couronnement était une combinaison des chœurs de l'abbaye de Westminster, de la cathédrale Saint-Paul, de la chapelle royale et de la chapelle Saint-Georges de Windsor. En plus de ces chorales établies, la Royal School of Church Music a organisé des auditions pour trouver vingt aigus de garçons provenant de chorales paroissiales représentant les différentes régions du Royaume-Uni. En plus des douze aigus choisis parmi les différents chœurs des cathédrales britanniques, les garçons sélectionnés ont passé le mois précédent leur formation au Addington Palace. 182 aigus garçons, 37 altos masculins, 62 ténors et 67 basses. Avec un orchestre complet, dirigé par Sir Adrian Boult, le nombre total de musiciens était de 480.

## Célébrations, monuments et médias

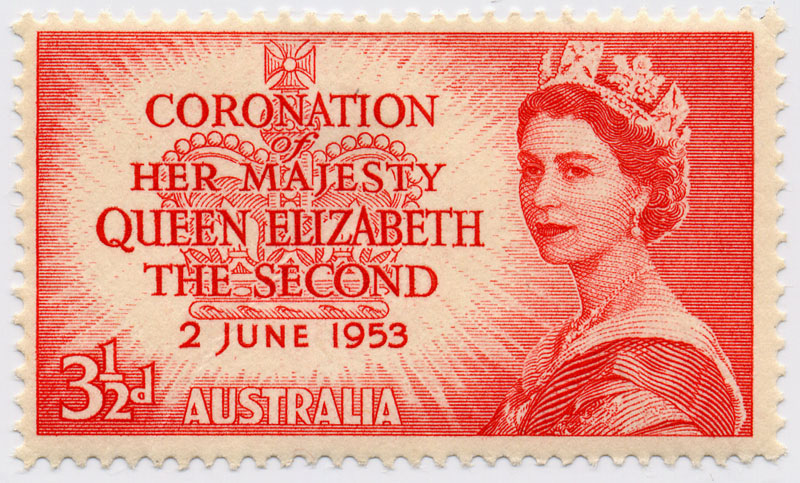
Un timbre australien émis pour le couronnement de la reine Élisabeth II.

Dans tous les royaumes de la Reine, dans le reste du Commonwealth et dans d'autres parties du monde, on célébrait le couronnement. La Médaille du couronnement de la Reine Élisabeth II a également été remise à des milliers de récipiendaires dans tout le royaume de la Reine et, au Canada, en Nouvelle-Zélande, en Afrique du Sud et au Royaume-Uni, des pièces commémoratives ont été émises. Trois millions de médaillons de couronnement en bronze ont été commandés par le gouvernement canadien, frappés par la Monnaie royale canadienne et distribués aux écoliers à travers le pays ; le verso montrait l'effigie d'Élisabeth et le revers le Monogramme royal au-dessus du mot CANADA, tous circonscrits par ELIZABETH II REGINA CORONATA MCMLIII.
Comme lors du couronnement de George VI, les glands de chênes du grand parc de Windsor, près du château de Windsor, ont été expédiés autour du Commonwealth et plantés dans des parcs, des cours d'école, des cimetières et des jardins privés pour devenir ce que l'on appelle des chênes royaux ou chênes du couronnement.

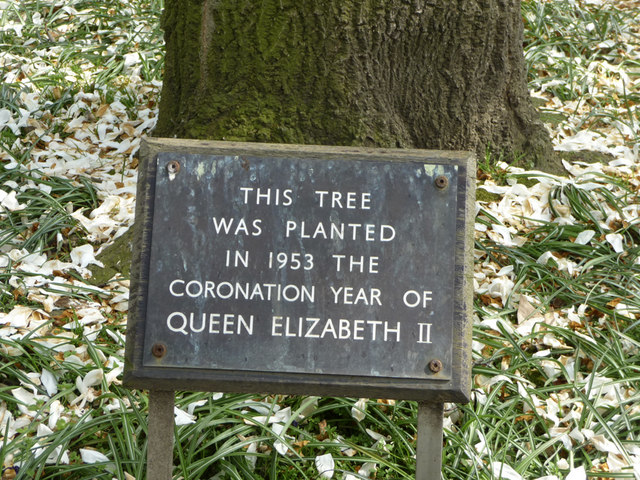
Une plaque commémorant un arbre planté au Royaume-Uni pour commémorer le couronnement de la reine Élisabeth II.

À Londres, la Reine a organisé un déjeuner de couronnement, pour lequel la recette du poulet de couronnement a été conçue et un feu d'artifice a été monté sur le Victoria Embankment. De plus, des fêtes de rue ont été organisées autour du Royaume-Uni. Le tournoi de football de la Coronation Cup s'est tenu à Hampden Park, Glasgow en mai, et deux semaines avant le couronnement, le magazine littéraire pour enfants Collins Magazine s'est rebaptisé The Young Elizabethan. La nouvelle qu'Edmund Hillary et Tensing Norgay avaient atteint le sommet du mont Everest est arrivée en Grande-Bretagne le jour du couronnement d'Élisabeth ; les médias néo-zélandais, américains et britanniques l'ont surnommé "un cadeau de couronnement pour la nouvelle reine".

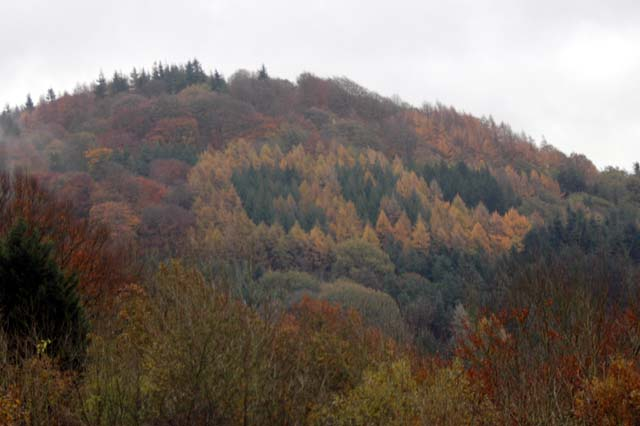
Un peuplement d'arbres près de Monmouth, planté sous forme de lettres ER (Elizabeth Regina) pour commémorer le couronnement de la reine Élisabeth.

Des tatouages militaires, des courses de chevaux, des défilés et des feux d'artifice ont été montés au Canada. Le gouverneur général du pays, Vincent Massey, a proclamé cette journée fête nationale et a présidé les célébrations sur la colline du Parlement à Ottawa, où le discours du couronnement de la Reine a été diffusé et son étendard royal personnel a volé de la Tour de la Paix. Plus tard, un concert public a eu lieu sur la colline du Parlement et le gouverneur général a organisé un bal à Rideau Hall. À Terre-Neuve, 90 000 boîtes de bonbons ont été remises à des enfants, dont certaines ont été livrées par l'Aviation royale du Canada, et au Québec, 400 000 personnes se sont déplacées à Montréal, dont 100 000 au parc Jeanne-Mance seulement. Un spectacle multiculturel a été présenté à Exhibition Place à Toronto, des danses carrées et des expositions ont eu lieu dans les provinces des Prairies et, à Vancouver, la communauté chinoise a exécuté une danse du lion publique. Dans la péninsule coréenne, les soldats canadiens qui ont servi pendant la guerre de Corée ont reconnu la journée en tirant des obus de fumée de couleur rouge, blanche et bleue sur l'ennemi et en buvant des rations de rhum.

## Revue navale du couronnement

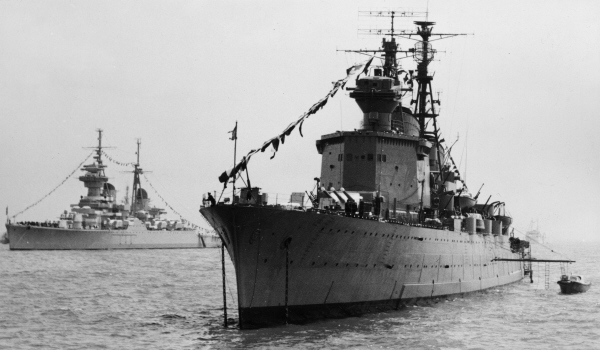
Les navires de guerre de la Suède (à droite) et de l'Union soviétique lors de la revue navale

Le 15 juin 1953, la Reine a assisté à une revue navale à Spithead, au large de la côte à Portsmouth. Il y avait plus de navires du Commonwealth que lors de la revue navale du couronnement de 1937, bien qu'un tiers d'entre eux étaient des frégates ou des navires plus petits. Les principales unités de la Royal Navy comprenaient le dernier cuirassé britannique, le HMS Vanguard, quatre porte-avions et trois porte-avions légers. La Marine royale australienne et la Marine royale du Canada ont également inclus chacune un porte-avions léger dans leurs contingents. Utilisant la frégate HMS Surprise comme yacht royal, la Reine et la famille royale ont commencé à passer en revue les lignes des navires ancrés à 15 h 30, pour finalement jeter l'ancre à 17 h 10. La revue a été suivie d'un défilé aérien de quelque 300 avions de la marine. Après le transfert de la Reine à Vanguard pour le dîner, la journée s'est terminée par l'illumination de la flotte et un feu d'artifice.